# غرانويرس
بلدية غرانويرس (بالكاتالانية: Granollers) هي إحدى بلديات مقاطعة برشلونة، والتي تقع في منطقة كاتالونيا، شمال شرق إسبانيا.
بلغ عدد سكانها 58.854 نسمة وفقاً لإحصائية سنة (2007).

## أعلام
- أليش أسبرجارو
- أبراهام مينيرو
- لورا بوس تيو
- بيدرو الخامس ملك أراغون
- كارليس بيريز
- جيرارد لوبيز
- جوان كاريراس آي مارتي